# Alessandro Romano
Alessandro Romano (Roma vers el 1530 - Castelleone, 1592) fou un compositor, cantant i virtuós de la viola d'arc. Durant molt temps se l'ha confós amb alguns músics del mateix període, incloent al cantant papal Alexandro Merlo.
Fou deixeble de Palestrina. El 1560 fou nomenat cantor de la Capella Pontifícia. Va ser el primer mestre de música de l'Accademia Filarmonica di Verona (1552-3 i 1556-7) abans d'esdevenir un monjo benedictí Olivetana amb el nom de Giulio Cesare (1571-1592).
Se li deuen: Canzoni alla napolitana (1572-1575), Motets (1577); i Madrigals (1579).